# Гроти Катулла
Гроти Катулла — археологічний комплекс, що являє собою руїни давньоримської вілли, зведеної наприкінці I ст. до н. е. — на початку I ст. н. е. Розташований на південному березі озера Гарда, у найпівнічнішій точці півострова Сірміоне на території однойменної комуни в італійській провінції Брешія. Наукове дослідження цієї пам'ятки археології почалося ще у XV столітті, цьому сприяло її відкрите розташування та відносно гарний стан збереженості. У сучасній Італії Гроти Катулла — найголовніша пам'ятка давньоримської доби на території комуни Сірміоне та один із найвизначніших збережених зразків давньоримських вілл у північній Італії.
У 2013 році музеєфікований археологічний комплекс «Гроти Катулла» разом із археологічним музеєм Сірміоне за відвідуваністю посів 27-ме місце серед усіх туристичних об'єктів Італії, прийнявши 215 961 відвідувача і заробивши € 504 700.
Комплекс підпорядкований Міністерству культурної спадщини, культурної діяльності та туризму Італії, з грудня 2014 року входив до регіонального підрозділу міністерства, яке мало назву Музейний центр Ломбардії (Polo museale della Lombardia), а з грудня 2019 року стало частиною Регіональної дирекції музеїв (Direzione regionale Musei).

## Етимологія

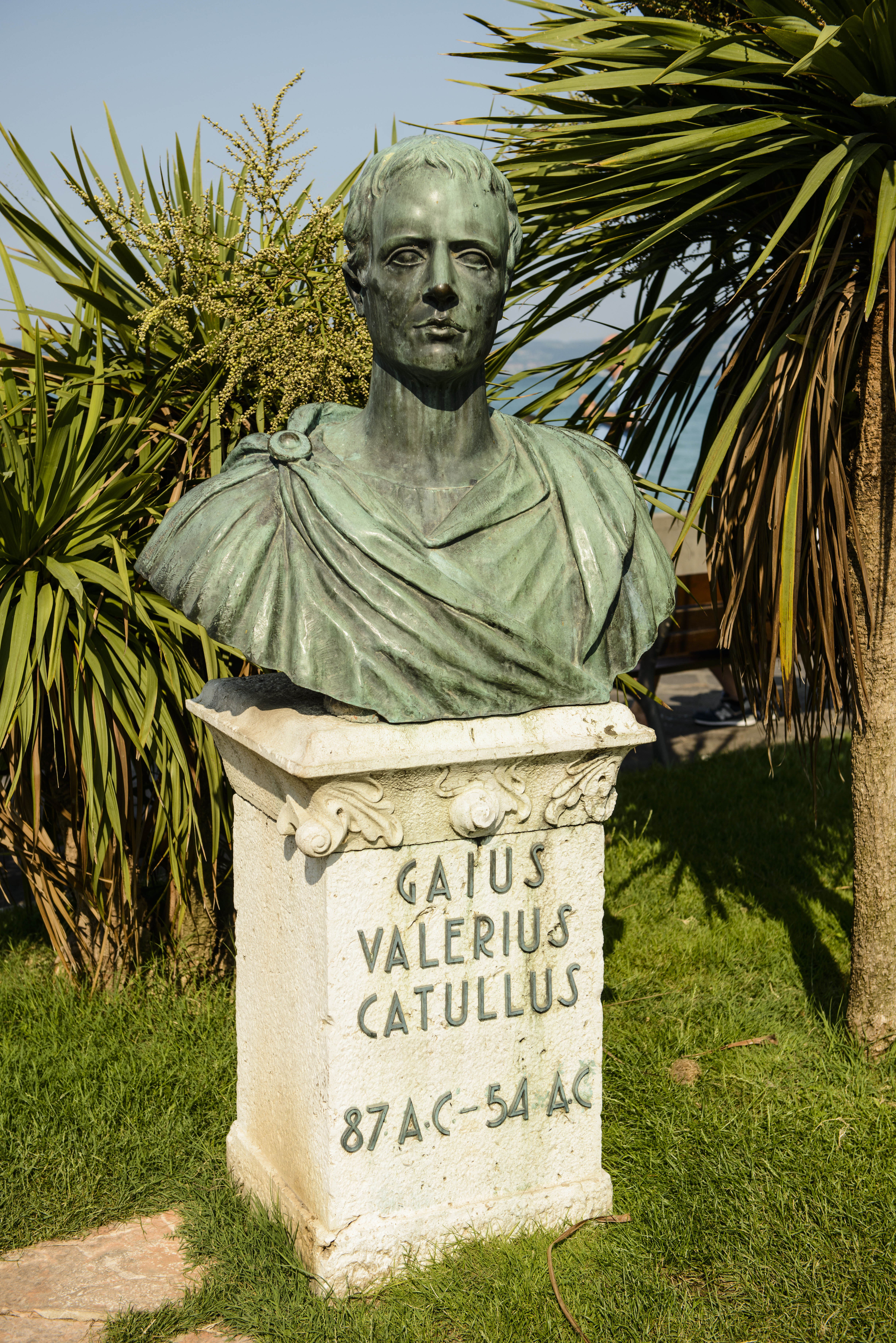
Пам'ятник Катуллу в Сірміоне

Назва «гроти Катулла» виникла у XV столітті, коли у період італійського Відродження людство заново відкрило для себе поезію давньоримського поета Катулла, який у своєму вірші № XXXI «ad Sirmium insulam» змальовує повернення до свого улюбленого будинку в Сірміоне. Досить швидко в уяві людей будинок Катулла у Сірміоне почав асоціюватися із місцевими величними руїнами давньоримського будинку, які все ще можна було побачити, хоч вони і майже повністю були вкриті зеленню і виглядали як печери. У 1483 році історик Маріно Санудо-молодший офіційно висунув гіпотезу про те, що ці руїни — залишки будинку Гая Валерія Катулла. Цю гіпотезу підхопили й інші вчені та дослідники, і, хоча сучасні дослідження чітко вказують на те, що вілла була зведена після смерті Катулла, термін «гроти Катулла» прижився і став офіційною назвою археологічного комплексу.

## Історія
Вілла в Сірміоне була зведена на початку I ст. н. е., на рештках будівлі I ст. до н. е. Станом на III ст. вілла занепала, її архітектурний декор використали для будівництва іншої римської вілли на сучасній вулиці Віа-Антіке-Мура (Via Antiche Mura).
Між IV і V століттям залишки вілли використали у зведенні оборонних споруд, що оточили півострів Сірміоне, а на її території облаштували цвинтар.
Протягом століть римську віллу в Сірміоне відвідувало багато мандрівників, дослідників, вчених. Так, у 1514 і 1535 роках тут побувала маркіза Мантуї Ізабелла д'Есте, пізніше архітектор Андреа Палладіо відвідав віллу з метою вивчення будівельних технік, використаних при її спорудженні. Втім, перше ґрунтовне дослідження вілли в Сірміоне виконав генерал Жан-П'єр Лакомб-Сен-Мішель, командувач артилерії в армії Наполеона. Пізніше веронський граф Джованні Джироламо Орті Манара провів на території розкопки, аналіз яких опублікували в 1856 році.
У 1939 році Комісія з археологічних пам'яток розпочала у Сірміоне велику програму із розкопок і реставраційних робіт, яка до 1948 року з метою збереження археологічного комплексу та його природного середовища охопила всю його територію.
Дослідження 1990-х років підтвердили, що спорудження вілли велося в рамках єдиного проекту, із чітко визначеною орієнтацією та розподілом внутрішнього простору за принципами осьової симетрії. У 1999 році у Сірміоне створили Археологічний музей, в якому представлені знахідки, зроблені на території комуни та, зокрема, гротів Катулла.
У 2010-х роках завершилася програма з відновлення історичного оливкового гаю. На території комплексу ростуть близько 1500 оливкових дерев, деякі з яких — віком до кількох століть, що належать до типових для даної місцевості різновидів (casaliva, leccino та gargnà). У 2012 році ці дерева дали перший врожай оливок для виробництва оливкової олії першого віджиму (extra virgin).

## Опис

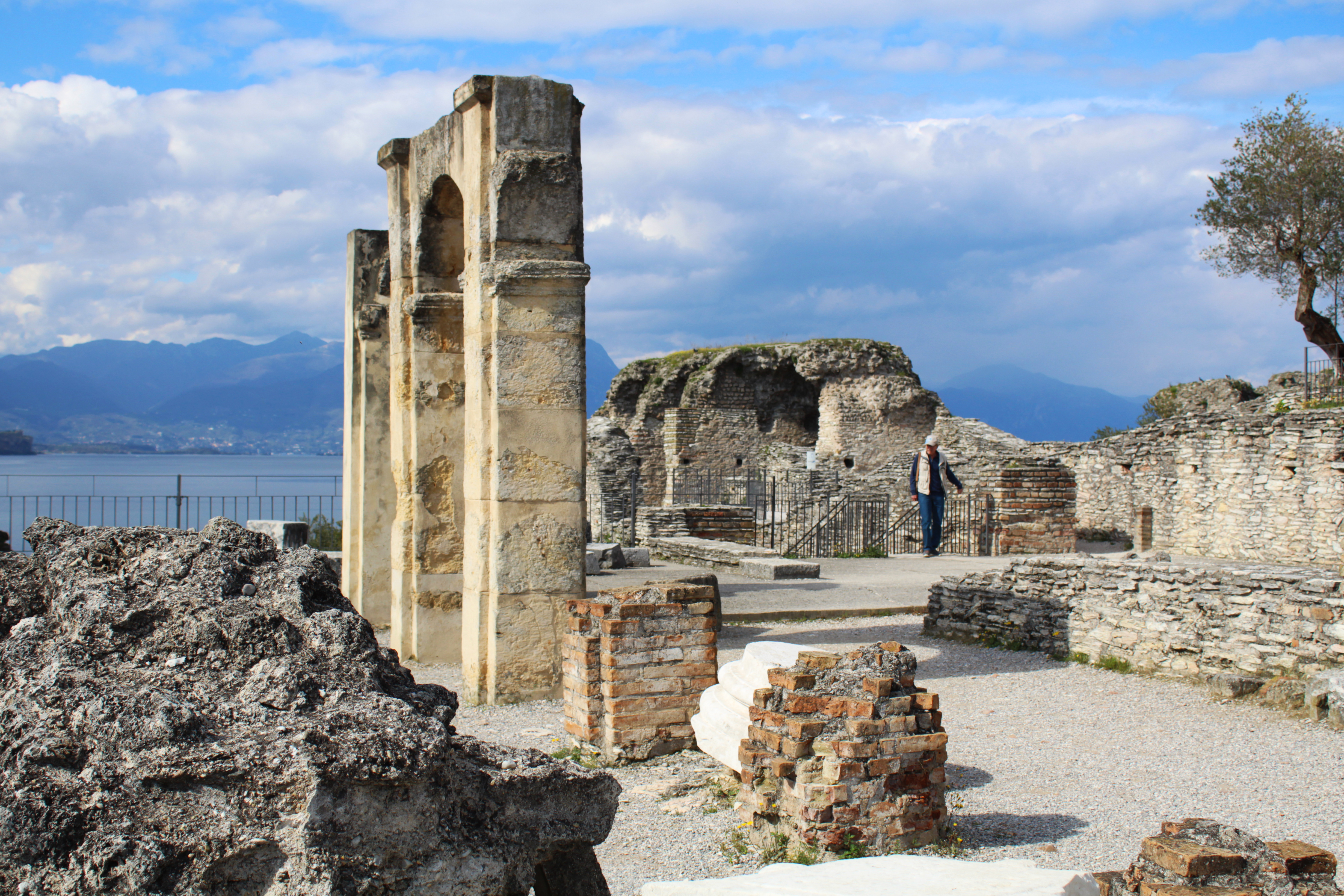
Salve, O venusta Sirmio, atque ero gaude

Археологічний комплекс, все ще розкопаний лише частково, займає площу близько двох гектарів. Вілла у плані прямокутна, 167 на 105 метрів, орієнтована по осі схід—захід, із двома прибудовами з коротших, північного і південного боків. Для подолання нахилу скелястого берега, на якому стоїть будівля, у північній частині були створені масивні опорні укріплення. Найкраще їх видно із західної частини будинку (з так званого Великого Криптопортика) та зі східного боку північної прибудови.
Так званий п'яно нобіле або бельетаж, де розташовувалися житлові кімнати власника, є в найгіршому стані, адже саме звідси, після занепаду вілли, століттями брали матеріали для інших будівельних робіт. Натомість середні та нижній поверхи збереглися значно краще.
Головний вхід розташований у південній прибудові. Особливістю вілли є видовжені портики і тераси, відкриті у бік озера вздовж східної та західної стін, сполучені з півночі великим бельведером, оздобленим веларієм — спеціальним тентом, який захищав мешканців від сонячних променів або дощу.
Вздовж західного боку вілли розташовані рештки колись вкритого криптопортика. Житлові приміщення вілли розташовувалися у північній та південній частинах вілли, в той час як у її центрі ріс сад (у сучасному комплексі гротів Катулла на його місці — Гранде Олівето, великий оливковий гай). У південній частині вілли, під підлогою, виконаною у техніці opus spicatum, міститься велика, завдовжки майже 43 метри цистерна, в якій збирали воду, необхідну для побутових потреб.
У південно-східній частині вілли розташований великий термальний сектор, створений із кількох ванних кімнат, між якими є так званий плавальний басейн. Ця частина вілли, ймовірно, була облаштована на початку II ст.
Різні приміщення та елементи вілли мають свої умовні назви, що походять від місцевих звичаїв або з позначень, наданих їх при перших археологічних розкопках. У північній частині вілли, наприклад, можна знайти «Зал трьох колон» (італ. Aula a tre pilastri), «Довгий коридор» (італ. Lungo corridoio), «Райська трифора» (італ. Trifora del Paradiso), «Великий Стовп» (італ. Grande Pilone), «Грот коней» (італ. Grotta del Cavallo), вже згадуваний раніше Великий оливковий гай (італ. Grande Oliveto) та «Зала Гігантів» (італ. Aula dei Giganti).

## Археологічний музей
У 1999 році на території парку, що оточував руїни вілли, відкрили археологічний музей. В його експозиції зберігаються численні археологічні знахідки, зроблені як на території Гротів Катулла, так і на інших давньоримських віллах озера Гарда.
Музей складається з трьох секцій:
- доісторичний період озера Гарда, зокрема, експонуються залишки пальового поселення бронзової доби Лугана-Векк'я;
- давньоримська епоха;
- Середньовіччя (в експозиції представлені поховальні дари з місцевої церкви Сан-П'єтро-ін-Мавіно та сусідніх церков).

На вході до музею розміщені інформаційні таблички з інформацією про озеро Гарда та Гроти Катулла. Також у музеї є модель римської вілли та сенсорний монітор, де можна подивитися трьома мовами документальний фільм про Гроти Катулла та інші давньоримські вілли в околицях озера Гарда.

## Гроти Катулла у мистецтві
На території археологічного комплексу відбувалися зйомки фільму 2017 року «Назви мене своїм ім'ям», який отримав низку міжнародних нагород, у тому числі Оскар за найкращий сценарій-адаптацію.

## Галерея

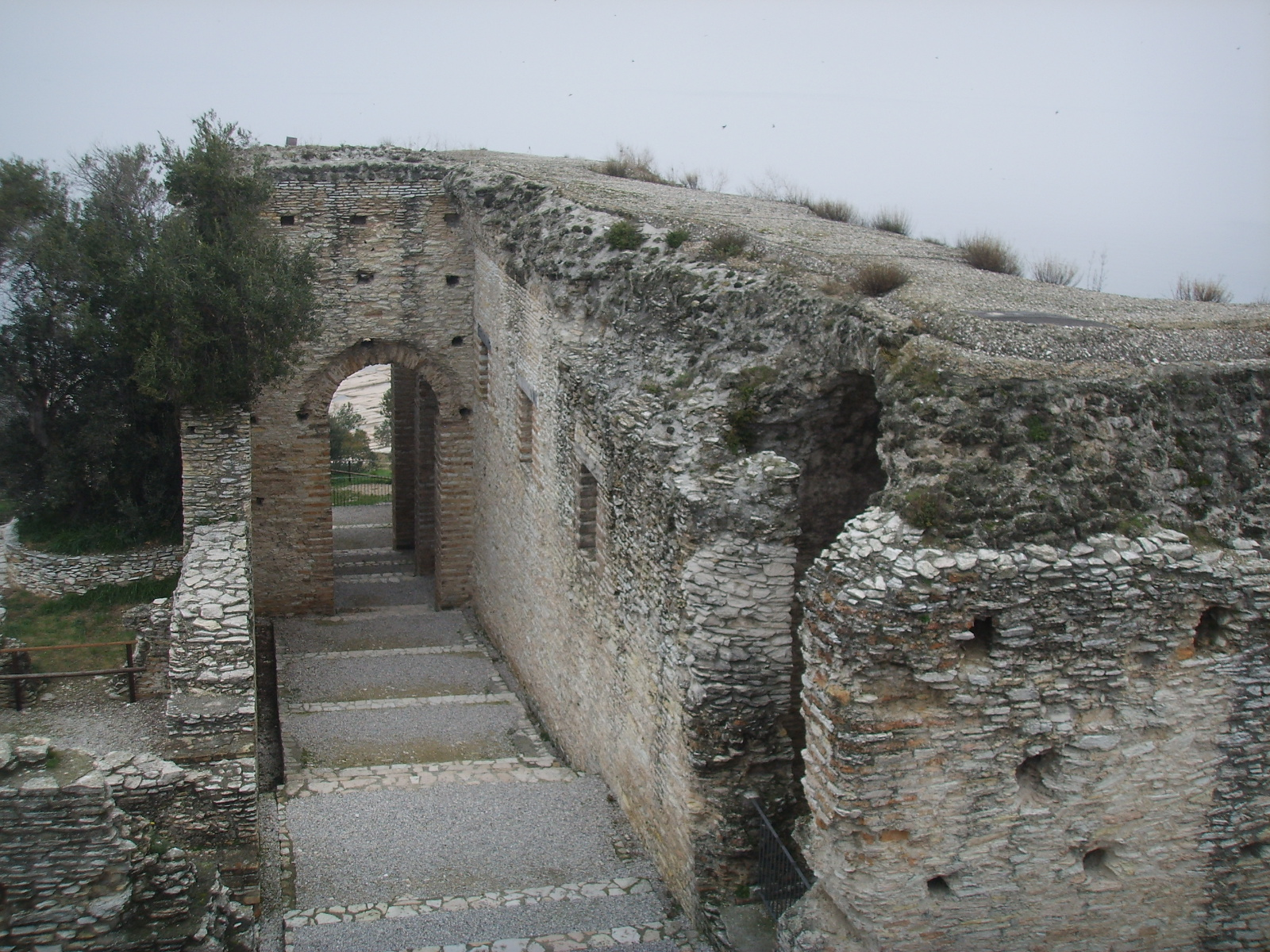
Східна тераса
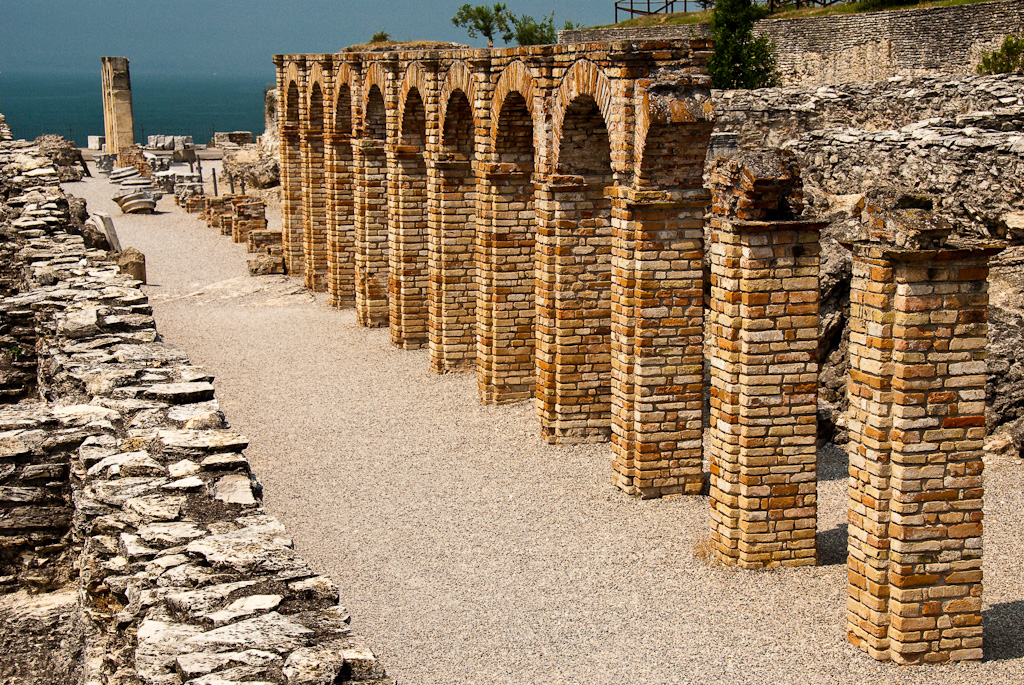
Криптопортик
Житлові приміщення
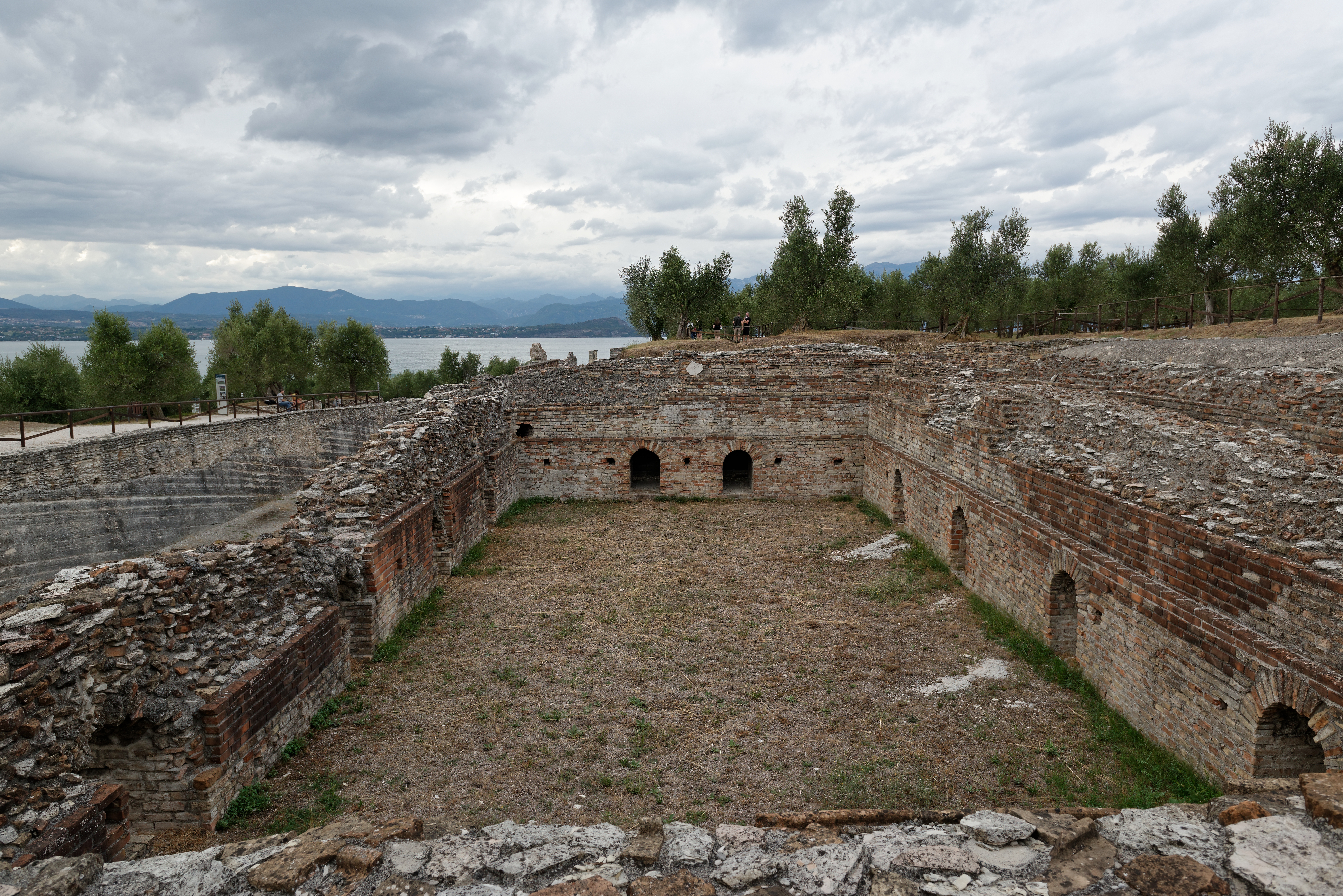
Басейн
«Райська трифора»
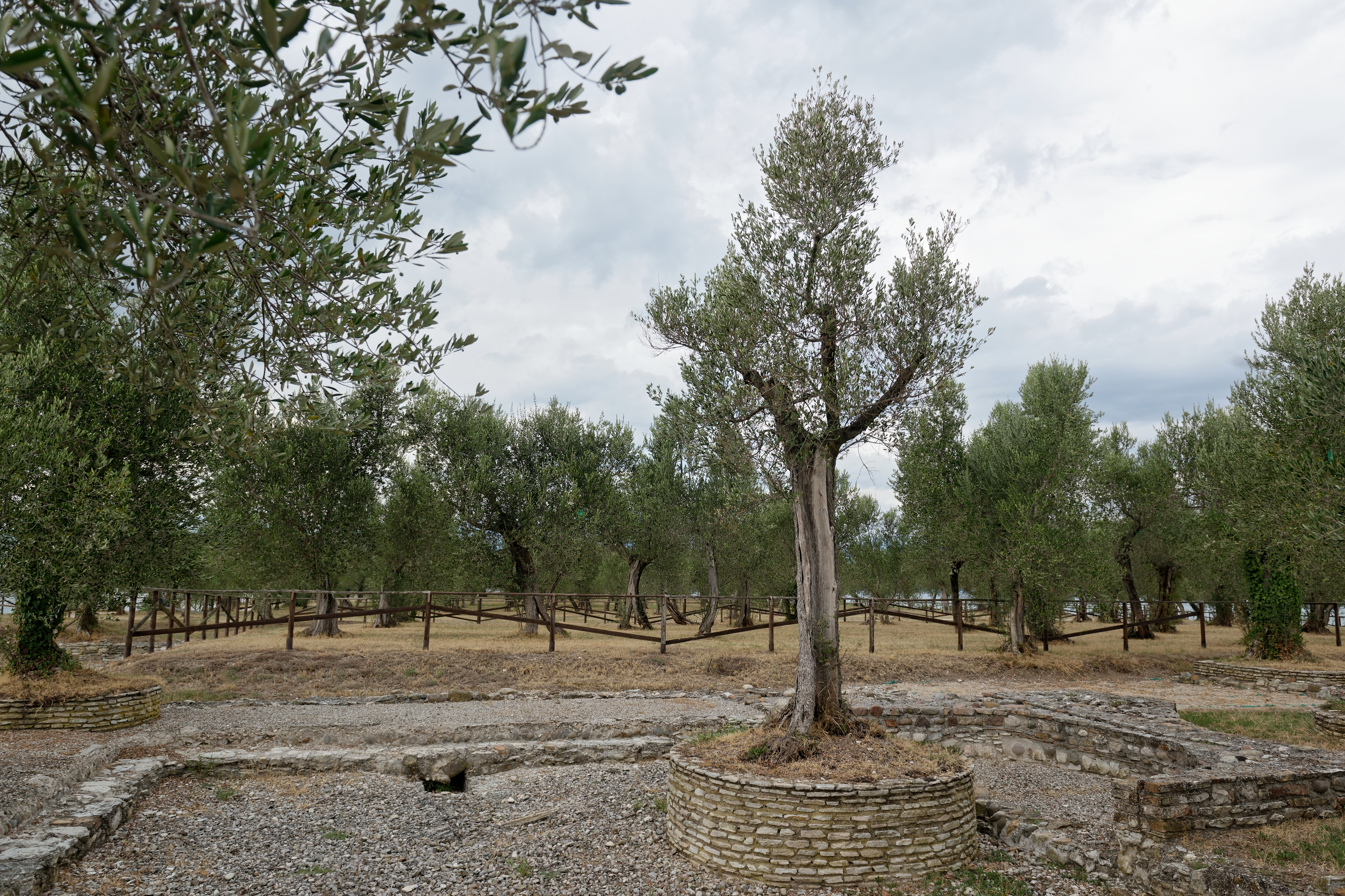
Гай оливкових дерев
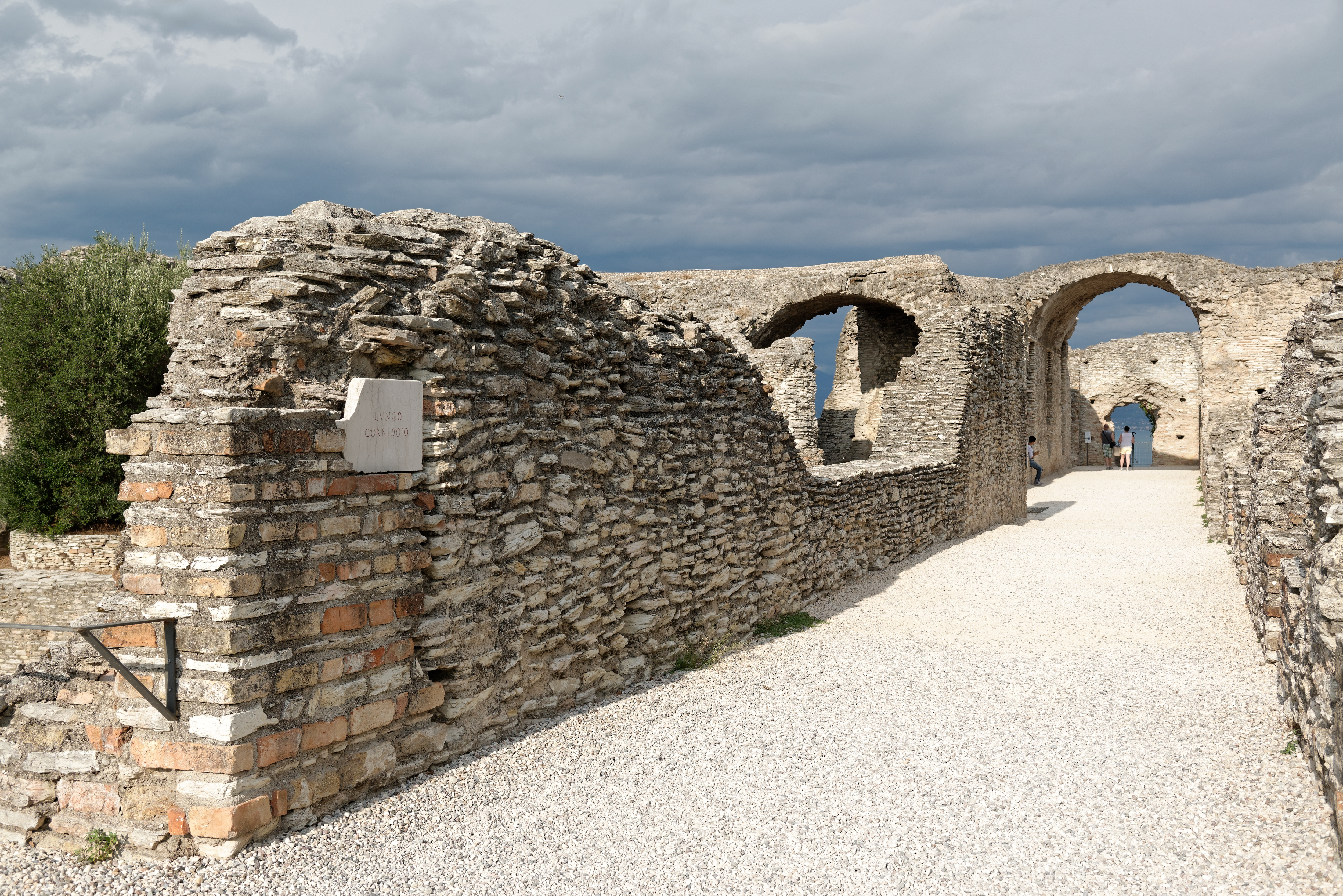
Довгий коридор
Західна частина вілли